# محمد دراگر
محمد دراگر (انگلیسی: Mohamed Dräger؛ زادهٔ ۲۵ ژوئن ۱۹۹۶) بازیکن فوتبال اهل تونس است.
از باشگاه‌هایی که در آن بازی کرده است می‌توان به باشگاه فوتبال فرایبورگ اشاره کرد.
وی همچنین در تیم ملی فوتبال تونس بازی کرده است.